# Thomas Wedgwood
Thomas Wedgwood, född 14 maj 1771 i Etruria (idag en del av Stoke-on-Trent) i Staffordshire, död 10 juli 1805 i Tarrant Gunville i norra Dorset, var en engelsk keramiker och fotograf, son till Josiah Wedgwood.

## Biografi
Wedgwood föddes i en familj av keramiktillverkare, växte upp och utbildades på Etrurien och fick från sin ungdom med sig en kärlek till konsten. Han tillbringade också en stor del av sitt korta liv tillsammans med målare, skulptörer och poeter, som han kunde vara en mecenat till efter att han ärvt sin fars förmögenhet 1795.
Som ung blev Wedgwood intresserad av att finna den bästa metoden för att uppfostra barn och ägnade mycket tid åt att studera spädbarn. Från sina observationer  drog han slutsatsen att det mesta av den information som unga hjärnor absorberade kom genom ögonen och var därmed relaterad till ljus och bilder.
Wedgwood var ogift och hade inga barn. Hans levnadstecknare konstaterade att "varken hans bevarade brev eller familjens tradition berättar om hans känslor för någon kvinna utanför familjekretsen" och att han var "starkt attraherad" av musikaliska och känsliga unga män.
Med ofullkomlig hälsa som barn och en kronisk ohälsa som en vuxen dog han i grevskapet Dorset vid en ålder av 34 år.

## Pionjär inom fotografering
Wedgwood var den första som på ett tillförlitligt sätt kunnat dokumentera att ha använt ljuskänsliga kemikalier för att fånga silhuettbilder på hållbara medier såsom papper, och den första kände att ha försökt att fotografera bilden som bildas i en camera obscura. Datumet för hans första försök med fotografering är okänt, men han tros indirekt rådgjort med James Watt om de praktiska detaljerna före 1800.
I sina många experiment, möjligen med råd om kemi från sin handledare Alexander Chisholm och medlemmar av Lunar Society, använde Wedgwood papper och vitt läder belagt med silvernitrat. Lädret visade sig vara mer ljuskänsligt. Hans främsta mål hade varit att fånga verkliga scener med en camera obscura, men dessa försök misslyckades. Han lyckades med hjälp av exponering för direkt solljus med att fånga silhuettbilder av föremål i kontakt med den behandlade ytan, liksom skuggbilder avgivna av solljus som passerar genom målningar på glas. I båda fallen mörknade de solbelysta områden snabbt medan områdena i skuggan förblev ljusa.